# Белл, Джейми (актёр)
Э́ндрю Джеймс Ма́тфин Белл (англ. Andrew James Matfin «Jamie» Bell; род. 14 марта 1986) — английский актёр. Актёрский прорыв Белла произошел после дебютной главной роли в фильме «Билли Эллиотт», принёсшей ему звание самого юного лауреата премии BAFTA в категории «Лучший актёр» и самого молодого номинанта на награду Американской Гильдии киноактёров в этой же категории.

## Биография
Джейми Белл родился 14 марта 1986 года в небольшом городе Биллингеме на севере Англии. Его матери, Эйлин Мэтфин, было всего шестнадцать, когда он появился на свет. Его отец, Джон Белл, был мастером по изготовлению инструментов и развёлся с его матерью ещё до его рождения; Джейми никогда с ним не встречался. В шесть лет Белл начинает профессионально заниматься балетом, продолжая тем самым традиции своей семьи (с танцами связана жизнь его бабушки, матери, тёти и старшей сестры). Позднее он отдаёт предпочтение чечётке и как танцор чечётки добивается серьёзных успехов, завоевав множество наград. Решение стать актёром Белл принимает в девять лет, с этой целью он поступает в местную театральную школу. Джейми был членом Национального музыкального молодёжного театра, его театральный дебют на профессиональной сцене состоялся в 1998 году в мюзикле Багси Мэлоун.
Сценический опыт, а также умение танцевать помогают Беллу обойти 2000 конкурентов и пройти кастинг на главную роль в фильме Стивена Долдри «Билли Эллиот» (2000). Судьба Билли Эллиота, мальчика из небольшого шахтёрского городка на севере Англии, который начинает увлечённо заниматься балетом, во многом созвучна судьбе самого Белла. За эту роль актёр-дебютант получает ряд престижных наград, в том числе приз «Выдающаяся работа юного актёра» от Национального совета кинокритиков США и премию BAFTA. Последняя награда особенно почётна, если учесть, что в том году на неё помимо Белла номинируются четыре обладателя премии «Оскар» — знаменитые киноактёры Рассел Кроу, Том Хэнкс, Майкл Дуглас и Джеффри Раш.
В течение 2002—2004 годов Белл появляется ещё в нескольких фильмах — в антивоенном триллере «На страже смерти», адаптации романа Чарльза Диккенса «Николас Никльби» и семейной драме «Отлив». Но по-настоящему удачным в карьере актёра становится 2005 год: на экраны выходит сразу три фильма с его участием. Сыгранные им главные роли в чёрных комедиях «Дорогая Венди» и «Чамскраббер» получают высокие оценки критиков и укрепляют репутацию Белла как одного из самых талантливых исполнителей своего поколения. Участие же в блокбастере Питера Джексона «Кинг-Конг» способствует международной известности молодого актёра среди рядовых зрителей.
В 2005 году вышел видеоклип группы Green day «Wake Me Up When September Ends», где Белл сыграл главного героя.
В 2006 году вышли два фильма с участием Джейми Белла: военная драма «Флаги наших отцов» Клинта Иствуда и картина Дэвида Маккензи «Холлэм Фоу», в которой Белл исполнил заглавную роль.
В 2008 году на экраны вышли «Телепорт» и «Вызов» Эдварда Цвика. В последнем фильме он сыграл одного из братьев Бельских — белорусских партизан.
В 2015 году вышел очередной ремейк фильма «Фантастическая четверка», где он сыграл Бена Гримма / Существо.

## Личная жизнь
В 2005 году на съёмках клипа группы Green Day познакомился с актрисой Эван Рейчел Вуд. В 2006 году Джейми и Эван расстались, но в 2011 году они решили возобновить отношения. В октябре 2012 года они поженились, а 29 июля 2013 года у них родился сын. В мае 2014 года пара развелась.
В 2015 году Белл начал встречаться с актрисой Кейт Марой, партнёршей по фильму «Фантастическая четвёрка». В январе 2017 года они объявили о помолвке и поженились 17 июля того же года. В мае 2019 года у них родилась дочь. В 2022 году у пары родился еще один ребенок.

## Фильмография
| Год       |    | Русское название                     | Оригинальное название                           | Роль                  |
| --------- | -- | ------------------------------------ | ----------------------------------------------- | --------------------- |
| 2000      | ф  | Билли Эллиот                         | Billy Elliot                                    | Билли Эллиот          |
| 2002      | ф  | На страже смерти                     | Deathwatch                                      | Рядовой Чарли Шекспир |
| 2002      | ф  | Николас Никлби                       | Nicholas Nickleby                               | Смайк                 |
| 2004      | ф  | Подводное течение                    | Undertow                                        | Крис Манн             |
| 2005      | ф  | Дорогая Венди                        | Dear Wendy                                      | Дик                   |
| 2005      | ф  | Чамскраббер                          | The Chumscrubber                                | Дин Стиффл            |
| 2005      | ф  | Кинг-Конг                            | King Kong                                       | Джимми                |
| 2006      | ф  | Флаги наших отцов                    | Flags of Our Fathers                            | Ральф Игнатовски      |
| 2007      | ф  | Холлэм Фоу                           | Hallam Foe                                      | Халлэм Фоу            |
| 2008      | ф  | Телепорт                             | Jumper                                          | Гриффин               |
| 2008      | ф  | Вызов                                | Defiance                                        | Эсаель Бельский       |
| 2010      | ф  | Орёл Девятого легиона                | The Eagle                                       | Эска                  |
| 2011      | ф  | Джейн Эйр                            | Jane Eyre                                       | Сент-Джон Риверс      |
| 2011      | ф  | Побег                                | Retreat                                         | Джек                  |
| 2011      | мф | Приключения Тинтина: Тайна единорога | The Adventures of Tintin: Secret of the Unicorn | Тинтин                |
| 2012      | ф  | На грани                             | Man on a Ledge                                  | Джои Кэссиди          |
| 2013      | ф  | Сквозь снег                          | Snow Piercer                                    | Эдгар                 |
| 2013      | ф  | Грязь                                | Filth                                           | Рэй Леннокс           |
| 2013      | ф  | Нимфоманка                           | Nymphomaniac                                    | К                     |
| 2014—2017 | с  | Поворот: Шпионы Вашингтона           | Turn                                            | Абрахам Вудхалл       |
| 2015      | ф  | Фантастическая четвёрка              | The Fantastic Four                              | Бен Гримм / Существо  |
| 2017      | ф  | 6 дней                               | 6 Days                                          | Расти                 |
| 2018      | ф  | Скин                                 | Skin                                            | Брайон Уиднер         |
| 2019      | ф  | Рокетмен                             | Rocketman                                       | Берни Топин           |
| 2021      | ф  | Без жалости                          | Without Remorse                                 | Роберт Риттер         |
| 2022      | с  | Сияющие                              | Shining Girls                                   | Харпер Кёртис         |
| 2023      | ф  | Незнакомцы][Мы всем чужие            | All of Us Strangers                             | отец Адама            |
| 2026      | ф  | Обрезка розовых кустов               | Rosebush Pruning                                |                       |

## Награды
- Премия BAFTA за лучшую мужскую роль 2000 года за «Билли Эллиот»